# 클라이브 데이비스
클라이브 데이비스(영어: Clive Davis, 1932년 4월 4일 ~ )는 미국의 음악 프로듀서, A&R 임원, 음악 경영자, 변호사다. 그래미 어워드를 5번 수상했으며, 비연주자로 로큰롤 명예의 전당 회원이기도 하다.
1967년부터 1973년까지 데이비스는 컬럼비아 레코드의 사장이었다. 1975년부터 2000년까지 J 레코드를 설립할 때까지 아리스타 레코드의 설립자 겸 사장이었다. 2002년부터 2008년 4월까지 데이비스는 RCA 뮤직 그룹(RCA 레코드, J 레코드, 아리스타 레코드 포함), J 레코드의 회장 겸 CEO, BMG 북미의 회장 겸 CEO를 맡았다.
데이비스는 1967년 젊은 레코딩 아티스트 토니 올랜도를 컬럼비아에 고용한 공로를 인정받고 있다. 그는 재니스 조플린, 로라 니로, 카를로스 산타나, 브루스 스프링스틴, 시카고, 빌리 조엘, 블러드, 스웨트 & 티어스, 로긴스 앤 메시나, 에이스 오브 베이스, 에어로스미스, 핑크 플로이드, 웨스트라이프를 포함한 중요한 성공을 거둔 많은 아티스트들과 계약을 맺었다. 데이비스는 휘트니 휴스턴과 베리 매닐로우를 유명하게 한 공로도 인정받고 있다.
2018년 현재 데이비스는 소니 뮤직 엔터테인먼트의 최고 창작책임자다.